# Олександро-Невський собор (Ростов-на-Дону)
Олександро-Невський собор (рос. Александро-Невский собор) — зруйнований 1930 року кафедральний собор Ростова-на-Дону. Собор стояв на Новій Базарній площі, на перетині Великої Садової вулиці і Великого Столипінського проспекту (нині — Ворошиловський проспект). До руйнування, собор був найбільшою культовою спорудою і найвищою будівлею міста .

## Історія
У 1875 році в пам'ять про уникнення замаху на життя імператора Олександра II 4 квітня 1866 року на місці майбутнього Олександро-Невського собору, за ескізами архітектора С. Загоскіна було закладено тимчасову церкву.
1887 року міська дума на чолі з міським головою А. М. Байковим вирішила побудувати не каплицю, «а великий, величний і багатий храм, прикрашений живописом» і визначила місце великого храму на частині Новобазарної площі, що примикає до Великої Садової вулиці.
Проект Олександро-Невського собору розробив архітектор-академік А. А. Ященко, зодчий Новочеркаського військового Вознесенського собору. У 1888 році рада піклувальників майбутнього собору надала міській думі ескіз проекту. Дума схвалила зовнішній вигляд храму, але піклувальники з фінансових міркувань доручили архітектору зменшити розміри храму. Наприкінці 1890 року ростовська дума схвалила другий проект, в 1891 році Катеринославська духовна консисторія дозволила будувати собор і в травні того ж року відбулася закладка першого каменя. Будівництво собору тривало 16 років і завершилося в 1908 році. 17 серпня того ж року собор був освячений, але, ні архітектор А. А. Ященко, ні головний жертводавець купець П. І. Ільїн не дожили до його освячення. Протягом усього свого існування Олександро-Невський собор залишався домінантою Новобазарної площі, її композиційним центром.
Будинок Рад на однойменній площі та пам'ятник червоноармійцям зведені на місці собору.
Незабаром після революції в храмі перестали відбуватися богослужіння. Зі встановленням у Ростові радянської влади, храм, за розповідями очевидців, багато разів зазнав вибухів, здійснених більшовиками. Хрести на соборі було замінено на червоні зірки, а над входом з'явився радянський герб. 1930 року радянська влада зруйнувала Олександро-Невський собор. На його місці постала площа Рад і будівля виконкому Ростовської обласної Ради депутатів трудящих (нині обласна адміністрація). У 1972 році в центрі площі встановили пам'ятник визволителям Ростова від білогвардійців, скульптурну групу якого створив Євген Вучетич, архітектурну частину виконано за проектом Ловейко, Ребайна і Л. Л. Еберга.

## Архітектура
Збереглася статуя лева, що прикрашала вхід у собор. Об'ємно-просторова композиція Олександро-Невського собору побудована на основі хрестово-купольного храму. Центральні, поздовжній і поперечні нефи завершуються круглим барабаном з куполом. У кутах розташовані 4 куполи меншого діаметру.
Навколо церкви було розбито великий сквер з канадських тополь, який був однією з головних прикрас міста. У виконанні церкви, як відзначали архітектори того часу, відчувалося «бажання автора проекту відійти від відомих композиційних засобів і створити монументальний і величний образ культової споруди».